# Senapsmalar
Senapsmalar (Plutellidae) är en familj av fjärilar som beskrevs av Guénée 1845. Enligt Catalogue of Life ingår Plutellidae i överfamiljen Yponomeutoidea, ordningen fjärilar, klassen egentliga insekter, fylumet leddjur och riket djur, men enligt Dyntaxa är tillhörigheten istället ordningen fjärilar, klassen egentliga insekter, fylumet leddjur och riket djur. Enligt Catalogue of Life omfattar familjen Plutellidae 399 arter. 

## Bildgalleri

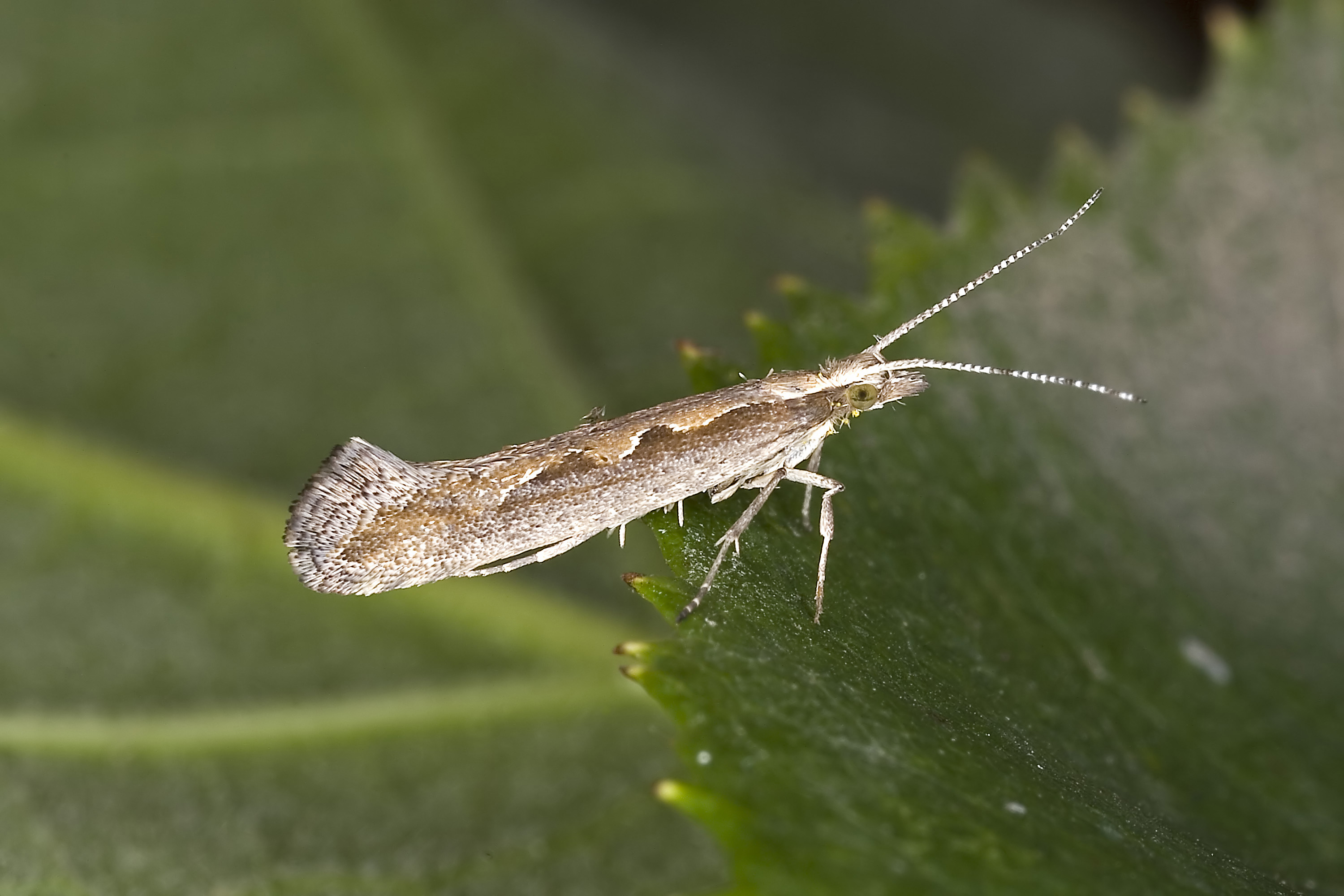

## Dottertaxa till Plutellidae, i alfabetisk ordning[1][2]
- Anthonympha
- Antispastis
- Araeolepia
- Arrhetopista
- Automachaeris
- Bahrlutia
- Cadmogenes
- Calliathla
- Charitoleuca
- Charixena
- Chrysorthenches
- Circoxena
- Conopotarsa
- Diastatica
- Diathryptica
- Dieda
- Distagmos
- Dolichernis
- Doxophyrtis
- Eidophasia
- Embryonopsis
- Endozestis
- Eudolichura
- Eudophasia
- Genostele
- Gypsosaris
- Helenodes
- Hyperxena
- Lepocnemis
- Leuroperna
- Leurophanes
- Leuroptila
- Melitonympha
- Napecoetes
- Niphodidactis
- Orthenches
- Orthiostola
- Paraphyllis
- Paraxenis
- Phalangitis
- Philaustera
- Phrealcia
- Phylacodes
- Pliniaca
- Plutella
- Proditrix
- Protosynaema
- Psychromnestra
- Rhigognostis
- Scaeophanes
- Spyridarcha
- Stachyotis
- Subeidophasia
- Tonza
- Tritymba
- Zarcinia